# South Carolina Heat
I South Carolina Heat sono stati una franchigia di pallacanestro della WBA, con sede a Greenville e a Spartanburg, in Carolina del Sud, attivi nel 2005.
Disputarono la stagione WBA 2005, terminandola con un record di 8-16. Nei play-off persero al primo turno con i Gulf Coast Bandits.

## Stagioni
| Stagione | Lega | Denominazione       | V | P  | %    | Piazzamento | Play-off    |
| -------- | ---- | ------------------- | - | -- | ---- | ----------- | ----------- |
| 2005     | WBA  | South Carolina Heat | 8 | 16 | 33,3 | 3º          | Primo turno |